# 宇垣秀成
宇垣秀成（日语：／ Ugaki Hidenari，1963年7月25日—），日本男性配音員、演員、旁白。出身於東京都。身高182cm。B型血。

## 簡介
本名相同。81 Produce所屬。1984年，以第23期研究生進入文學座養成所。有參演電視劇的經驗，其後才投入動畫、遊戲的配音及旁白解說。

## 人物
1989年投入動畫配音以來，大多為壯年和邁入老年的男子獻聲。同時廣泛參加電視節目與廣告旁白或副聲道的解說工作，以及海外電影與電視影集的日語配音。而在特攝影集「超級戰隊系列」中，他大多飾演怪人的角色，從《電磁戰隊百萬連者》在劇中客串演出之後，成為幫反派角色獻聲的常客。然後在《爆龍戰隊暴連者》登場的無限之使徒·渥法則是第一次為固定反派配音。
2000年代後半開始，宇垣在遊戲《人中之龍》系列幫主角之一的真島吾朗配音。其奇想天外地行動的演技，說話夾雜著微妙語調的關西方言被製作人員稱為「真島腔」，並在系列的人氣中往上攀升，越過「人中之龍系列 角色總選拳」的主角·桐生一馬居於第1名。
此外，跟宇垣一樣參加《人中之龍》系列、在遊戲中幫第一男主角桐生一馬配音的黑田崇矢，2人從以前就是文學座養成所時期的同期研究生。
興趣、特長：滑雪、游泳。

## 演出
粗體字表示主要角色。

### 電視動畫
1989年
- 衝鋒四驅郎（不良）

1991年
- 鬥球兒彈平（高山準、土方）

1992年
- 龍馬英雄（日语：お〜い!竜馬）（那須信吾）
- 法蘭德斯之犬 我的帕特拉許（日语：フランダースの犬 ぼくのパトラッシュ）（使用人B）

1993年
- 忍者亂太郎（ホオヅキ）
- 幽☆遊☆白書（大久保、弩洲濃、魔金太郎、鬼連邪、東王）

1994年
- 機動武鬥傳G鋼彈（阿爾戈·加爾斯基、部下B、盗賊A）
- 蠟筆小新（木乃伊男子）
- 麵包超人（仙人掌人〈初代〉、醬油小子）
- 忍者亂太郎（士兵、手下A）

1995年
- 小紅豆 (漫畫)（西野薰的父親）
- H2（赤木）
- 恐龍冒險記（日语：恐竜冒険記ジュラトリッパー）（戴康）
- 新世紀福音戰士（軍人）
- （父親）

1996年
- 奧運高手（東傳次）
- 鬼太郎 (第4作)（雪男）
- 麵包超人（右大臣〈第2代〉、泥鰍叔叔〈第3代〉）
- 哆啦A夢 (大山羨代版)
- 爆走兄弟Let's & Go!!（星馬改造、佐上保）
- 熱鬥小馬（巴哈）
- 宇宙小毛球（學者、老紳士、重役、師傅）

1997年
- 學級王山崎（長谷川）
- CLAMP學園偵探團（男子B）
- 蠟筆小新（受理人員、男子、關取、壽司屋店員）
- 中華一番！（查一船長）
- 超魔神英雄傳（席洛、利普爾的父親）
- 手塚治虫的舊約聖書物語（日语：手塚治虫の旧約聖書物語）（痲瘋病男子、士兵、側近）
- 貓狐警探（日语：はいぱーぽりす）（測驗官）
- 白鯨傳說（日语：白鯨伝説）
- 爆走兄弟Let's & Go!! WGP（星馬改造、佐上保、巴塔聶、克勞斯）
- 名偵探柯南（川津郁夫）
- YAT安心！宇宙旅行（日语：YAT安心!宇宙旅行）（男子）

1998年
- 愛莉絲SOS（老師）
- 太陽之子 (BS版)（懷納、隊長）
- 槍神Trigun（龐克男、賽門、洛德雷克副長 等）
- Night Walker -深夜徘徊者-（日语：Night Walker -真夜中の探偵-）（電視記者）
- 虹之戰記伊莉絲（日语：虹の戦記イリス）（海林博士、店主、競商人、部下）
- 忍者亂太郎（忍者）
- BURN-UP EXCESS（廣岡）
- 爆走兄弟Let's & Go!! MAX（川下模型店店長）
- 危險調查員（部下D、村人）
- 吉本無知子物語（日语：ヨシモトムチッ子物語）（帶谷艷金龜（日语：コガネムシ））
- LEGEND OF BASARA（松虫）

1999年
- 頭文字D Second Stage（夏樹的爸爸〈第2代〉）
- 海盜媽寶（日语：宇宙海賊ミトの大冒険）（奇修）
- 海盜媽寶 兩個人格的女王（奇修、年賀睦月的父親）
- 庫洛魔法使
- 課長王子（山田）
- 神風怪盗貞德（青木啓一）
- 大嘴鳥（雷的父親）
- 金田一少年之事件簿（青山司、森島刑事）
- 時空偵探（じいや）
- 週刊故事樂園（日语：週刊ストーリーランド）（敵人A、無線）
- 索斯機械獸（荷文宰相）
- 裝甲救助部隊（日语：装甲救助部隊レストル）（現場監督）
- ∀鋼彈（薩姆、雅各普）
- 數碼寶貝大冒險（分子獸）
- 麻煩巧克力（日语：トラブルチョコレート）（畢格邦）
- 布布恰恰（布魯機器人）
- 神奇寶貝（叔叔、金婦的管家）
- 炸彈人 彈珠人爆外傳V（阿雷基寶、鏡中精靈）
- WILD ARMS ～Twilight Venom～（日语：ワイルドアームズ トワイライトヴェノム）（洛塔司）

2000年
- 沉默的未知（高官A）
- 快感指令（日语：快感・フレーズ）（攝影師）
- 機巧奇傳（ヌケ、同士、武士、浪士）
- 金田一少年之事件簿（八木沼順三）
- 捍衛者（浮矢俊次郎[7]）
- 櫻花大戰（舟木）
- 週刊故事樂園（福山、鑑識人員A、音大選考委員B）
- 忍者亂太郎（武士、商人）
- 法布爾先生是名偵探（日语：ファーブル先生は名探偵）（葛利挨、支配人、路康特）
- 深藍救兵（男子）
- 無敵王Trizenon（日语：無敵王トライゼノン）（佐分利師團長）
- 六門天外（柯伏特發明王）

2001年
- 犬夜叉（城主）
- X（知事）
- 激鬥戰車（明呉）
- 宇宙戰士零（日语：コスモウォーリアー零）（海維·格雷聶達）
- 上班族金太郎（新井德明、山內、石黑 等）
- 最喜歡！布布恰恰（氏）
- 逮捕令 Second Season（高機隊員）
- 偵探少年卡格曼（頓·傑帕尼）
- 忍者亂太郎（釣魚人、毒笹子城忍者B、村人A）
- NAJICA電撃作戰
- 戰鬥陀螺（水原太郎）
- 名偵探柯南（安來刑警）
- 聖石小子（紅蓮）

2002年
- 我們這一家（國文老師、店員）
- Witch Hunter ROBIN（刑事A）
- 盜賊王JING（裘布·德·艾斯[8]）
- 丸少爺（夫）
- Gun Frontier（日语：ガンフロンティア (漫画)）（西塔爾念）
- 神世紀傳Mars（日语：マーズ (漫画)）（船長）
- 數碼寶貝04無限地帶（巫師獸）
- 馭龍少年（達克斯、大神官）
- 忍者亂太郎（ひいじいさん）
- 戰鬥陀螺2002（水原太郎）
- 鈴鐺貓娘Panyo Panyo（園長）
- 飆悍射將（布川監督）
- 大頭狗仔隊（日语：ふぉうちゅんドッグす）（狼首領）
- 驚爆危機！（傑克遜）
- 洛克人EXE（炸彈人）

2003年
- 萬花筒之星（苗木野力）
- 萬花筒之星 嶄新之翼（苗木野力）
- 京極夏彥 巷說百物語（垣三）
- 可樂小子（牛肉、老酒、苦瓜兵）
- 戰鬥陀螺G（水原太郎）
- PAPUWA（近藤）
- 名偵探柯南（鹿山）
- ONE PIECE（大山）

2004年
- 我們這一家（地理老師）
- 戰區88（津雲善三）
- 機動戰士鋼彈SEED DESTINY（奧布兵、管制人員、警官）
- 銀河天使 (第4期)（外星人）
- 去吧！墮落三人組（日语：ズッコケ三人組#アニメ『それいけ! ズッコケ三人組』）（栗本、結城五郎、久村順次）
- 鐵人28號 (2004年版)（十字結社司令）
- 爆裂天使（浮浪者3）
- 冒險王比特（波雅拉的父親）
- 名偵探柯南（板前、保安员）
- MONSTER（炯達·米爾希的律師）

2005年
- IGPX（監督）
- 植木的法則（廣播）
- AIR（宮司）
- 槍與劍（奧斯特）
- SPEED GRAPHER（小田原）
- 哆啦A夢 (水田山葵版)（客人、住職、賄賂男子、花坂、叔叔、旁白、司機）
- 火影忍者（風神）
- 忍者亂太郎（殿）
- B傳說！戰鬥彈珠人 炎魂（卡斯提約）
- Play Ball（日语：プレイボール (漫画)）（京成高教練）
- 冒險王比特 Ecthelion（波雅拉的父親）
- 神奇寶貝超世代（鐵甲象、緒方）
- 魔法少女加奈（壇之浦）
- MÄR 魔兵傳奇（蓋隆）
- 洛克人EXE Stream（炸彈人）

2006年
- 我們這一家（板前A、司機）
- 花漾明星KIRARIN（主持人）
- 銀魂（大岡、海之家的老爹、艦長、館長、女傭、八郎、旁白、店長、醫師、同心、Jump的那個）
- 蠟筆小新（醫師）
- 超級機器人大戰OG -Divine Wars-（日语：スーパーロボット大戦OG -ディバイン・ウォーズ-）（托馬斯·普拉特）
- D.Gray-man（小丑型惡魔）
- 哆啦A夢 (水田山葵版)（叔叔）
- 比賽開始2nd（主審）
- 妙廚學生！美味香（日语：味楽る!ミミカ）

2007年
- 機動戰士鋼彈00（塔利比亞共和國首相）
- 鬼太郎 (第5作)（惡靈）
- 天保異聞 妖奇士（康戴爾）
- BUZZER BEATER（茲基尼）

2008年
- 我們這一家（魚店老闆）
- 蠟筆小新（番頭）
- 鬼太郎 (第5作)（白）
- Keroro軍曹（實松）
- 骷髏13（トライオン、客人）
- SCARECROWMAN THE ANIMATION（日语：スケアクロウマン）（大工）
- 全力兔（旁白）
- TYTANIA -泰坦尼亞-（貝魯提耶）
- 超能力少女 蘭（赤座）
- 哆啦A夢 (水田山葵版)（吸血鬼機器人）
- 忍者亂太郎（馬場丹後之介、烏龍麵店店主）
- 發現·體驗·我喜歡巧虎！（山羊爺爺）
- 秘密 ～The Revelation～（約翰·B·李德總統）
- 藍龍 天界的七龍（米榭朗）
- 魍魎之匣（石井警部）

2009年
- VIPER'S CREED（日语：VIPER'S CREED）（重役）
- 元素高手（文生·福特）
- 豹頭王傳說（聶隆）
- 閃亮雙胞胎（係長）
- 你好 安妮 ～Before Green Gables（理查）
- 森林大帝 -勇氣能改變未來-（獵人）
- 蒼天航路（文醜）
- 哆啦A夢 (水田山葵版)（野比伸郎）
- 忍者亂太郎（橫車押衛門、客人）
- 天國少女（奈潔拉的父親）
- 名偵探柯南（作業員A）

2010年
- 蠟筆小新（烤番薯屋B）
- 閃亮雙胞胎（理髪店店主）
- 爆漫王。（真城昌弘）
- MAJOR 6th season（格林）

2011年
- 逆境無賴 破戒錄篇（討債公司）
- GOSICK（行商男子）
- 丹特麗安的書架（傑尼）
- 魔法可比（日语：はっぴーカッピ）（木下柚子夫〈第2代〉）
- 戰鬥陀螺 鋼鐵奇兵 4D（村長）
- 最後流亡 -銀翼的飛夢-（貴族C）

2012年
- Aikatsu！偶像活動！（井津藻見輝）
- 機動戰士鋼彈AGE（連邦軍上官）
- 王者天下（縛虎申）
- 銀魂'（八郎）
- 蠟筆小新（店員）
- GON -小恐龍阿貢-（鄔斯[9]）
- SKET DANCE（椿佐介的祖父）
- 塔麻可吉！Yume Kira Dream（團長吉）
- 探險托里蘭托（卡德斯）
- 火影忍者疾風傳（通草野餌人）
- 星光少女 美夢成真（柳一二三）
- 名偵探柯南（鑑識官）

2013年
- 蠟筆小新（釣魚名人）
- 鑽石王牌（J·動物·M）
- 名偵探柯南（奥田隆之介）

2014年
- 最強銀河 究極ZERO ～Battle Spirits～（C）
- 團地友夫（山野老師）
- 即使如此世界依然美麗（宿屋主人）
- 忍者亂太郎（店主）
- 星光少女 彩虹舞台（小鳥遊音羽的祖父）

2015年
- 卡片鬥爭!! 先導者G（旁白）
- GON -小恐龍阿貢- (第2期)（鄔斯[9]）
- JoJo的奇妙冒險 星塵鬥士（康）
- 名偵探柯南（加倉由敏）
- 六花的勇者（巴特艾爾）

2016年
- 蠟筆小新（怪人）
- 忍者亂太郎（村民、野菜商人、山賊、忍者）
- （鯊魚）
- 名偵探柯南（長谷川彩人）
- 名偵探柯南 柯南與海老藏 歌舞伎十八番推理[[[Wikipedia:格式手册/链接#章節|錨點失效]]]（工地現場監督）
- Regalia 三聖星（西奧多·穆亞[10]）

2017年
- 靈劍山 通往睿智的資格（謝持[11]）
- 為美好的世界獻上祝福！2（鍛冶屋）
- 龍的牙醫
- 蠟筆小新（史密斯、排隊的人）
- THE REFLECTION（法蘭克·李文斯頓）
- 森林家族 迷你故事（熊爸爸[12]）
- 十二大戰（本部長）

2018年
- 搖曳露營△（店主）
- 銀之守墓人II（貝克）
- DAME×PRINCE ANIME CARAVAN（日语：DAME×PRINCE）（米利德尼亞國王）
- LOST SONG（戈爾特王、軍團長）
- 名偵探柯南（山南辨吉）
- 罪人與龍共舞（愛格魯多）
- 沒有心跳的少女 BEATLESS（雁野真平）
- 銀河英雄傳說 Die Neue These 邂逅（黃瑞）
- 刃牙 (第2作)（埃文斯所長）
- 百鍊霸王與聖約女武神（布盧諾、蹄的士兵）
- ISLAND（御原典正）
- Banana Fish（亞雷西斯·道森）
- 強風吹拂（左官屋）
- Radiant 虛空魔境（店長、涅墨西斯、古多副長）
- 來自繽紛世界的明日（教頭）
- JoJo的奇妙冒險 黃金之風（老爹）

2019年
- 名偵探柯南（山脇雄二）
- 胡蝶綺 ～少年信長～（柴田勝家[13]）
- MIX（表里）
- PSYCHO-PASS 3（土谷荒城）
- Radiant 虛空魔境 (第2期)（古多副長、志願兵、騎士志願者B、魔法騎士、農民、衛兵A）
- 哆啦A夢 (水田山葵版)（祖古梨）
- BORUTO -火影新世代- NARUTO NEXT GENERATIONS-（加塔伊）

2020年
- Radiant 虛空魔境 2（士兵A、異端審問所 士兵B、記憶之石A）
- 索斯機械獸WILD ZERO（將官、判事）
- 〈Infinite Dendrogram〉-無盡連鎖-（雨莉的父親）
- 棒球大聯盟2nd（校長）
- 成神之日（淺間博士）
- 名偵探柯南（田代）

2021年
- 搖曳露營△ SEASON2（酒店店長）
- 賽馬娘 Pretty Derby Season 2（醫生）
- Fairy蘭丸（地井）
- Tropical-Rouge！光之美少女（櫻川老師的父親）
- 鬥神姬（機關長）

2022年
- 骸骨騎士大人異世界冒險中（特萊伊頓）
- 群青的開幕曲（菊見茂樹）
- 女性向遊戲世界對路人角色很不友好（班戴爾·希姆·賽登）
- 人類毛病大學（教授[14]）
- 給不滅的你 Season2（國王）
- POP TEAM EPIC（第2期）（PIPI美〈第11話B段〉）

2023年
- 轉生貴族的異世界冒險錄～不知自重的眾神使徒～（國王[15]）
- 為美好的世界獻上爆焰！（崔斯坦）
- 不死少女的謀殺鬧劇（帕斯巴德[16]）

2024年
- 我要【招架】一切～反誤解的世界最強想成為冒險家～（オーケン[17]）
- 悲喜漁生（貴明的叔父[18]）
- 人中之龍 Online（真島吾朗）

2019年
- 超級機器人大戰T（阿爾戈·加爾斯基）
- 人中之龍 Online（真島吾朗2006、真島吾朗1988、吾朗美）

2020年
- 人中之龍7 光與闇的去向（真島吾朗）
- 幻想大陸戰記：路娜吉亞戰記（奇里亞姆[19]）

2023年
- 人中之龍 維新 極（沖田總司 / 平山五郎）
- 人中之龍7 外傳 英雄無名（真島吾朗）

2024年
- 人中之龍8（真島吾朗）

2025年
- 人中之龍8 外傳 夏威夷海盜（真島吾朗）

### 廣播劇CD
- Ai Death Gun Radio（日语：Ai Death Gun デスガンラジオ）（Extra）
- 惡魔系列4 雪中消失的惡魔
- 青空少女隊（幕僚B）
- 葵二葉／紅三葉（村人）
- 戰少女第2卷 激鬥篇（男子A、士兵A、士兵D）
- 頭文字D 番外篇 -寂寞車手傳說-（巴寧格斯）
- （川口國充）
- 海盜媽寶（日语：宇宙海賊ミトの大冒険）（奇修）
- Weiß kreuz Dramatic Precious 1st STAGE SLEEPLESS NIGHT（組長）
- WEST END II（村人）
- 英雄傳說III 白髮魔女（魯道夫王）
- CANON（司機）
- 元氣少女緣結神（僧正坊）『神明，前往鞍馬山』（前後篇）※收錄在連載雜誌《花與夢》2013年19號[20]、2014年4號[21]發行。
- 願為你死君（同級生）
- 金環蝕 山藍紫姬子（日语：山藍紫姫子）的世界（艾德加）
- 豪華客船戀愛開始（黑衣男子）
- 新吸血姬美夕 ～西洋神魔篇～ Drama Album（基歐）
- 捍衛者（浮矢俊次郎）
- 快打旋風ZERO3 廣播劇專輯（手下1）
- 星海遊俠2 二次進化（ジョフィエル）
- （部長）
- ZMAN ～～（雅庫斯）
- 創龍傳（古田的部下、村田）
- 低俗靈DAYDREAM（日语：低俗霊DAYDREAM）（鑑識人員）
- 特魯尼克大冒險 不思議的迷宮（鄰村的武器屋）
- 魔法提琴手（皮西）
- 第一神拳（拳擊場練習生B）
- （山姆）
- 立面 EPISODE2（喪いの響）
- 歡迎來到PAPUWA島！（近藤勇）
- 富士見二丁目交響樂團 曼哈頓奏鳴曲（店內男子E、客人1）
- 魔界學園（火車進）
- （伊庭常勝）
- 菜菜子解體診書
- 陸上防衛隊 Original Drama CD「超活動！一起在防衛隊感謝祭喊出嘿吆！」（銀河大將軍）
- 八神庵Original Drama 夕陽與月 ～Prologue～（姬宮、醫師）

### 廣播劇
- FM劇場（日语：FMシアター） 月之島（2002年，井上社長）

### 外語配音

#### 演員
姜聲振
- 大佬斗和尚（英语：Hi! Dharma!）（Nal-chi）
- 點亮打火機（英语：Break Out (film)）（Bum-soo）
- 愛情殺手吳水晶（鄭宇達）
- 逆轉人生（英语：Reversal of Fortune (2003 film)）（大植）

#### 電影
- Access denied (2000年電影)（Clyde〈Udo Schenk〉）
- 神鬼任務（英语：The Art of War (film)） ※東京電視台版。
- 黑鷹計劃（蓋瑞·高登（英语：Gary Gordon）曹長〈尼可拉·科斯特-瓦爾道〉）※東京電視台版。
- 激情代價（英语：Body Shots）（Richards〈Rally Joshua〉）
- 非法入侵（Dragan〈Rad Lazar〉）
- 勇敢復仇人 ※東京電視台版。
- 重彈頭（Lebreton〈Dane Rhodes〉）
- 白宮管家（林登·約翰遜〈李佛·薛伯〉）
- 心太狂（英语：B. Monkey）（Steve Davis〈Ian Hart〉）
- Caved In：Prehistoric Terror（英语：Caved In: Prehistoric Terror）（Vincent〈Colm Meaney〉）
- 火線勇氣（Chelli中尉〈Ned Vaughn〉）※VHS、DVD版。
- 女狼俱樂部（英语：Coyote Ugly (film)）（警官1）
- Crazy World（攝影師〈Frank Harper〉）
- 明天過後（Bob〈Kenneth Moskow〉）※朝日電視台版。
- Demons of War（英语：Demons of War）（Dano Ivanow）
- 第9禁區（Francois Moraneu〈Nick Blake〉）
- Final Cut
- 閃電俠 (1990年電影) ※日本電視台版。
- 空中危機
- 極速驚魂（英语：Freeway (1996 film)） ※舊DVD、VHS版。
- 再見20世紀（英语：Goodbye, 20th Century!）（番人）
- 金龜車賀比（英语：Herbie: Fully Loaded）
- 透明人2（Devin Villiers博士〈John Shaw〉）
- Impact (2002年電影)（Terry）
- 神探加傑特 (1999年電影)（倉庫警備員〈Joe Dallesandro〉）
- 人妖打排球2（博物館人員）
- 絕地再生
- 我叫亨利，我找我爸（英语：Jesus Henry Christ）（Billy Herman〈Jamie Johnston〉）
- 金剛：骷髏島（J-Brick House[22]）
- 未來終結者（英语：The Lawnmower Man） ※VHS版。
- 戰狼傳說
- 絕地7騎士（Gavin David〈Ritchie Montgomery〉[23]）
- 摩登大聖（Freeze〈Reg E. Cathey〉）※影碟版。
- 巨猩喬揚（英语：Mighty Joe Young）（Vern〈Geoffrey Blake〉）
- 同名之人（英语：The Namesake (film)）
- 空無一物（英语：Nothing (film)）（警官2）
- 炸彈追殺令（英语：No Contest (film)） ※VHS、DVD版。
- 天魔（英语：The Omen (2006 film)）（攝影師）
- 雙面女蠍星 ※朝日電視台版。
- 末日冰封（英语：Post Impact）
- 神探愛倫坡：黑鴉兇殺案（培西〈大衛·勒格諾〉）
- 大太陽（英语：Red Sun）（名室源吾〈田中浩（日语：田中浩 (俳優)）〉）※東京電視台版。
- 大堡礁驚魂（英语：The Reef (2010 film)）（Matt〈Gyton Grantley〉）
- 模範大哥哥（英语：Role Models）（Martin Gary〈A. D. Miles〉）
- 紅番區 ※東京電視台版。
- 奪魂鋸2（Gus Colyard〈Tony Nappo〉）
- 奪魂鋸4（Gus Colyard〈Tony Nappo〉）
- Seeking Asylum（英语：Seeking Asylum (film)）（Mario〈Girolamo Marzano〉）
- 七宗罪（按摩店的店員〈Michael Massee〉）※VHS版。
- 魔法一點靈（英语：Simply Irresistible (film)）（Mueller〈Steven Skybell〉）※VHS版。
- 六天七夜（Tom Marlowe）※影碟版。
- 雪地巴迪（英语：Snow Buddies）（Amir〈Adam Alexi-Malle〉）
- 閃靈俠 (2008年電影)（英语：The Spirit (film)）（Mahmoud〈艾瑞克·貝福〉）
- 正義悍將
- 忍者龜III（Donatello〈Corey Feldman〉）
- Tom Clancy's Net Force（英语：Tom Clancy's Net Force）（Salvatore）
- 凡赫辛 ※影碟版。
- 勇士們 ※富士電視台版。
- 幽靈賽車手（英语：The Wraith）（Oggie Fisher〈Griffin O'Neal〉）※朝日電視台版。
- X戰警2（Mitchell Laurio〈Ty Olsson〉）

#### 電視影集
- 對面惡女看過來（英语：10 Things I Hate About You）（Walter Stratford〈拉里·米勒〉）
- 24 (第4季)（Marwan的手下、David Weiss律師〈Evan Handler〉）
- 大偵探波洛：藍色列車之謎（Papoulos）
- Andromeda（英语：Andromeda (TV series)）（Ursari〈David Palffy〉）
- 凱莉日記 (第2季)（Sebastian Kydd的父親〈Terry Serpico〉）
- 鐵證懸案（第1季：拉弗蒂、第2季：其他角色&奈德）
- CSI犯罪現場：邁阿密 (第3季)（Richard Laken〈Mark Devine〉）
- 大長今
- 異世奇人
- 急診室的春天（第10季：Fritz、第12季：Otto、第13季：Fred）
- 鄰家花美男（吳鎮樂的哥哥〈龔政煥〉）
- 倚天屠龍記（殷野王、何足道、渡厄、變鯨）
- 鐵杉樹叢（Francis Pullman〈Ted Dykstra〉）
- 大騙局
- 執法悍將（MP）
- K.C. Undercover（英语：K.C. Undercover）（Brett Willis〈Ross Butler〉）
- 野王（朱多海的義父〈Choi Hong-il〉）
- 金剛戰士
- 神探阿蒙 (第6季)（刑事、工作人員）
- 納什大橋（英语：Nash Bridges）（菲爾、DJ）
- 重返犯罪現場：洛杉磯 (第3、6季)（迪恩·韋斯特曼少校〈克里斯·巴特勒〉）
- 慾望城市
- 時間裁縫師（英语：The Time in Between (TV series)）
- 鐵達尼號 (2012年迷你電視影集)（托馬斯·安德魯斯〈史蒂芬·坎貝爾·摩爾（英语：Stephen Campbell Moore）〉）
- 穹頂之下（泰瑞）

#### 動畫
- 家有阿貴（占卜師）
- 聯合縮小兵（Gloomy Glowworm）
- 蝙蝠俠（Eddy）
- 蝙蝠俠：智勇悍將（Major Disaster）
- 建築師巴布（Roley）
- Cathy（同僚）
- Class of 3000（英语：Class of 3000）（Luna校長〈Jeff Bennett〉）
- 神秘小鎮大冒險（史坦霍特·派爾斯〈J·K·西蒙斯〉）
- 神探加傑特
- 鋼鐵人（Blizzard、A.I.M的幕僚）
- 小小北極熊（英语：The Little Polar Bear）
- 終極蜘蛛人（Stacy警部）
- 熱血車城（Jacob）
- 最強武將傳 三國演義（黃蓋、龐統、徐盛、張任、馬忠、兀突骨）
- 忍者龜（Donatello〈1987年版〉、Shredder〈2003年版〉）
- 少年悍將（喪鐘〈朗·普爾曼〉）
- 湯瑪士小火車（Captain）
  - 湯瑪士小火車：霧霧島陸海空大救援（英语：Thomas & Friends: Misty Island Rescue）（Captain）※DVD版。
- X戰警 (1994年東京電視台版)（考古學家）

### 特攝影集
1996年
- B-Fighter Kabuto（跳拳獸岡加爾的聲音、恐武獸的聲音）

1997年
- 電磁戰隊百萬連者（魟魚扭曲的聲音）

1998年
- 星獸戰隊銀河人（里格洛的聲音）

2001年
- 百獸戰隊牙吠連者（帆船變異人的聲音）
- 百獸戰隊牙吠連者VS超級戰隊（帆船變異人的聲音）

2002年
- 忍風戰隊破裏劍者（重力忍者奧默·卡爾的聲音）

2003年
- 爆龍戰隊暴連者（無限之使徒·渥法的聲音）
- 劇場版 爆龍戰隊暴連者DELUXE：暴連者的暑假好冰喔！（無限之使徒·渥法的聲音）

2004年
- 爆龍戰隊暴連者VS破裏劍者（無限之使徒·渥法的聲音）

2009年
- 劇場版 炎神戰隊轟音者VS獸拳戰隊激氣連者（臨獸托塔斯拳機械的聲音）
- 侍戰隊真劍者（的聲音）

2010年
- 天裝戰隊護星者（貝拉斯卡星人·塊之美佐格的聲音）

2015年
- 超人力霸王X（幻影宇宙大王黴菌幽靈的聲音）

2016年
- 假面騎士Ghost（山嵐洛伊德的聲音）

2017年
- 超人力霸王Orb 請賜與我父子的力量！（雷巴特斯的聲音）

2018年
- 快盜戰隊魯邦連者VS警察戰隊巡邏連者（梅魯古·亞利塔的聲音）

### 廣播
- 人中之龍 Presents 神室町廣播站（人中之龍.com，SEGA，2008年9月－）[注 1]
- theBOOKs的Happy Radio！（2014年8月－）[注 1]

### 旁白
- 福祉NETWORK（日语：福祉ネットワーク） NHK歲末 海外相助（日语：海外たすけあい）（NHK教育，2011年12月1日）
- NHK網路俱樂部（日语：NHKネットクラブ）
  - CosmicFront☆NEXT（日语：コズミックフロント☆NEXT）（NHK BS Premium）
- NHK特輯（NHK綜合）
  - 為何日本人會發起戰爭呢（日语：日本人はなぜ戦争へと向かったのか）（近衛文麿的配音）
- BS世界紀錄片（日语：BS世界のドキュメンタリー）（NHK-BS1）
- 日立 發現世界不可思議的地方！（日语：日立 世界ふしぎ発見!）（TBS）
- 100分de名著（日语：100分de名著）（NHK教育）

### 電視劇
- 篤姬（2008年）－副聲道解說
- 天地人（2009年）－副聲道解說

### 舞台
- 81 Produce公演「夢之海賊」（1997年）－山姆遜
- 公演「仇討」（2003年）－家老
- 劇團岸野組（2009年）
- 烙印勇士 黃金時代篇I 覇王的蛋（2012年）
- 劇團華 靜岡公演「武士音頭」（2014年）
- 朗讀劇 the books公演
  - 「若草物語」「大提琴手葛許」（2014年）
  - 「猿蟹合戰」（2015年）
  - 「MOMOTARO」（2015年）

### 其它
- NHK-BS 水果星期天（日语：フルーツサンデー）（博士）
- 一個人也可以Mon！心跳廚房（日语：ひとりでできるもん!）（國王）

## 腳註

## 外部連結
- 宇垣秀成 （页面存档备份，存于） （日語）—81 Produce公式官網